# Lliga ACB 2012/13
La temporada 2012/13 de la lliga ACB (per motius de patrocini, Lliga Endesa) començà el 29 de setembre de 2012 i acabà el 19 de juny de 2013.
En la final, el Real Madrid va guanyar el FC Barcelona Regal i es va proclamar campió.

## Equips participants
| Equip                                          | Entrenador          | Ciutat                     | Pavelló                                         | Aforament      | Marca    |
| ---------------------------------------------- | ------------------- | -------------------------- | ----------------------------------------------- | -------------- | -------- |
| Asefa Estudiantes                              | Txus Vidorreta      | Madrid                     | Palacio de Deportes / Vistalegre                | 15.000         | Joma     |
| Bàsquet Manresa                                | Jaume Ponsarnau     | Manresa                    | Nou Congost                                     | 5.000          | Joma     |
| Blancos de Rueda Valladolid                    | Roberto González    | Valladolid                 | Polideportivo Pisuerga                          | 6.800          | Luanvi   |
| Blusens Monbus                                 | Moncho Fernández    | Santiago de Compostel·la   | Pabellón Multiusos Fontes do Sar                | 6.000          | Mercury  |
| CAI Zaragoza                                   | José Luis Abós      | Saragossa                  | Pabellón Príncipe Felipe                        | 11.000         | Mercury  |
| Caja Laboral                                   | Žan Tabak           | Vitòria                    | Fernando Buesa Arena                            | 15.504         | Royal    |
| Cajasol                                        | Aíto García Reneses | Sevilla                    | Palacio de Deportes San Pablo                   | 7.626          | Hummel   |
| CB Canarias                                    | Alejandro Martínez  | San Cristóbal de La Laguna | Santiago Martín                                 | 5.000          | PI 3 14  |
| Joventut de Badalona                           | Salva Maldonado     | Badalona                   | Pavelló Olímpic de Badalona                     | 12.500         | Spalding |
| Bilbao Basket                                  | Fotis Katsikaris    | Bilbao                     | Bilbao Arena                                    | 10.000         | KON      |
| Herbalife Gran Canaria                         | Pedro Martínez      | Las Palmas de Gran Canària | Centro Insular de Deportes / Gran Canaria Arena | 5.200 / 11.500 | AND 1    |
| Lagun Aro GBC                                  | Sito Alonso         | Sant Sebastià              | San Sebastián Arena 2016                        | 11.000         | Luanvi   |
| Mad-Croc Fuenlabrada                           | Trifón Poch         | Fuenlabrada                | Pabellón Fernando Martín                        | 5.300          | Royal    |
| Real Madrid                                    | Pablo Laso          | Madrid                     | Palacio de Deportes                             | 15.000         | Adidas   |
| FC Barcelona                                   | Xavi Pascual        | Barcelona                  | Palau Blaugrana                                 | 8.000          | Nike     |
| UCAM Murcia                                    | Óscar Quintana      | Múrcia                     | Palacio de Deportes de Murcia                   | 7.454          | Hummel   |
| Unicaja                                        | Jasmin Repesa       | Màlaga                     | José María Martín Carpena                       | 10.233         | Hummel   |
| València Basket                                | Velimir Perasović   | València                   | Pavelló Font de Sant Lluís                      | 9.000          | Luanvi   |
| Dades actualitzades a: 13 de desembre de 2012. |                     |                            |                                                 |                |          |

### Equips ascendits i descendits la temporada anterior
| Pos | Ascendits a la lliga ACB |
| --- | ------------------------ |
| 1º  | Iberostar Canarias       |
| 2º  | Menorca Bàsquet          |

| Pos | Descendits a LEB Or         |
| --- | --------------------------- |
| 8º  | CB Lucentum Alacant         |
| 17º | Asefa Estudiantes           |
| 18º | Blancos de Rueda Valladolid |

El Menorca Bàsquet i l'Iberostar Canarias, guanyador del playoff d'ascens i de la lliga regular respectivament, no van poder aconseguir els recursos econòmics necessaris, la qual cosa els va portar a renunciar a l'ascens a l'ACB.
D'altra banda, els problemes econòmics del CB Lucentum Alacant el van portar a renunciar a l'ACB i a inscriure's a la lliga LEB Or, oferint la plaça de nou al CB Canarias, que la va acceptar.
El CB Estudiantes i el CB Valladolid, que van ocupar les places de descens la temporada anterior, van aconseguir mantenir-se per motius econòmics gràcies a la renúncia de Menorca Bàsquet i Lucentum Alacant.

### Canvis d'entrenadors
| Jornada | Club                 | Entrenador sortint | Data del cessament     | Entrenador entrant |
| ------- | -------------------- | ------------------ | ---------------------- | ------------------ |
| 7       | Mad-Croc Fuenlabrada | Porfirio Fisac     | 13 de novembre de 2012 | Trifón Poch        |
| 8       | Caja Laboral         | Duško Ivanović     | 20 de novembre de 2012 | Žan Tabak          |

### Equips per Comunitats Autònomes
| Comunitat autònoma  | Núm. | Equips                                                |
| ------------------- | ---- | ----------------------------------------------------- |
| Catalunya           | 3    | Bàsquet Manresa, Joventut de Badalona i FC Barcelona  |
| Comunitat de Madrid | 3    | Asefa Estudiantes, Mad-Croc Fuenlabrada i Real Madrid |
| País Basc           | 3    | Caja Laboral, Gescrap Bizkaia i Lagun Aro GBC         |
| Andalusia           | 2    | Cajasol i Unicaja                                     |
| Illes Canàries      | 2    | CB Canarias i Herbalife Gran Canaria                  |
| Aragó               | 1    | CAI Zaragoza                                          |
| Castella i Lleó     | 1    | Blancos de Rueda Valladolid                           |
| País Valencià       | 1    | València Basket                                       |
| Galícia             | 1    | Blusens Monbus                                        |
| Regió de Múrcia     | 1    | UCAM Murcia                                           |

## Classificació
La lliga regular consta de 34 jornades. En finalitzar-se la primera volta (17 jornades), els 8 primers classificats disputen la Copa del Rei de bàsquet 2013. En finalitzar-se les 34 jornades, els 8 primers classificats disputen els Play-offs pel títol, i els dos últims classificats descenen a la Lliga LEB Or.
| #                         | Equips                      | J  | G  | P  | PF   | PC   | Notes                            |
| ------------------------- | --------------------------- | -- | -- | -- | ---- | ---- | -------------------------------- |
| 1                         | Real Madrid                 | 34 | 30 | 4  | 2985 | 2563 | Es classifiquen per als playoffs |
| 2                         | Laboral Kutxa               | 34 | 25 | 9  | 2815 | 2695 | Es classifiquen per als playoffs |
| 3                         | FC Barcelona                | 34 | 23 | 11 | 2693 | 2436 | Es classifiquen per als playoffs |
| 4                         | València Basket             | 34 | 22 | 12 | 2764 | 2579 | Es classifiquen per als playoffs |
| 5                         | CAI Zaragoza                | 34 | 21 | 13 | 2692 | 2460 | Es classifiquen per als playoffs |
| 6                         | Uxue Bilbao Basket          | 34 | 19 | 15 | 2762 | 2665 | Es classifiquen per als playoffs |
| 7                         | Herbalife Gran Canaria      | 34 | 19 | 15 | 2491 | 2416 | Es classifiquen per als playoffs |
| 8                         | Blusens Monbus              | 34 | 18 | 16 | 2556 | 2507 | Es classifiquen per als playoffs |
| 9                         | Unicaja Málaga              | 34 | 18 | 16 | 2481 | 2475 |                                  |
| 10                        | CB Canarias                 | 34 | 17 | 17 | 2746 | 2806 |                                  |
| 11                        | FIATC Joventut              | 34 | 16 | 18 | 2653 | 2738 |                                  |
| 12                        | Asefa Estudiantes           | 34 | 15 | 19 | 2712 | 2704 |                                  |
| 13                        | UCAM Murcia                 | 34 | 13 | 21 | 2691 | 2888 |                                  |
| 14                        | Mad-Croc Fuenlabrada        | 34 | 12 | 22 | 2530 | 2695 |                                  |
| 15                        | Cajasol Sevilla             | 34 | 12 | 22 | 2448 | 2606 |                                  |
| 16                        | Blancos de Rueda Valladolid | 34 | 12 | 22 | 2644 | 2838 |                                  |
| 17                        | Lagun Aro GBC               | 34 | 8  | 26 | 2492 | 2750 | Descens a la lliga LEB Or        |
| 18                        | Bàsquet Manresa             | 34 | 6  | 28 | 2574 | 2908 | Descens a la lliga LEB Or        |
| Classificació definitiva. |                             |    |    |    |      |      |                                  |

## Play Off pel títol
El Play Off consisteix en unes eliminatòries, el vencedor de les quals es proclama campió de la Lliga ACB. Els quarts de final es disputen al millor de tres partits i les semifinals i la final al millor de 5 partits.
|  | Quarts de final          | Quarts de final          |                |   | Semifinals | Semifinals |  |  | Final | Final |
|  |                          |                          |                |   |            |            |  |  |       |       |
|  |                          |                          |                |   |            |            |  |  |       |       |
|  |                          |                          |                |   |            |            |  |  |       |       |
|  | 1 Real Madrid            | 2                        |                |   |            |            |  |  |       |       |
|  | 1 Real Madrid            | 2                        |                |   |            |            |  |  |       |       |
|  | 8 Blusens Monbus         | 0                        |                |   |            |            |  |  |       |       |
|  | 8 Blusens Monbus         | 0                        | 1 Real Madrid  | 3 |            |            |  |  |       |       |
|  |                          |                          | 1 Real Madrid  | 3 |            |            |  |  |       |       |
|  |                          | 5 CAI Zaragoza           | 0              |   |            |            |  |  |       |       |
|  | 4 València Basket        | 5 CAI Zaragoza           | 0              | 1 |            |            |  |  |       |       |
|  | 4 València Basket        |                          |                | 1 |            |            |  |  |       |       |
|  | 5 CAI Zaragoza           | 2                        |                |   |            |            |  |  |       |       |
|  | 5 CAI Zaragoza           | 2                        | 1 Real Madrid  | 3 |            |            |  |  |       |       |
|  |                          |                          | 1 Real Madrid  | 3 |            |            |  |  |       |       |
|  |                          | 3 FC Barcelona           | 2              |   |            |            |  |  |       |       |
|  | 2 Laboral Kutxa          | 3 FC Barcelona           | 2              | 1 |            |            |  |  |       |       |
|  | 2 Laboral Kutxa          |                          |                | 1 |            |            |  |  |       |       |
|  | 7 Herbalife Gran Canaria | 2                        |                |   |            |            |  |  |       |       |
|  | 7 Herbalife Gran Canaria | 2                        | 3 FC Barcelona | 3 |            |            |  |  |       |       |
|  |                          |                          | 3 FC Barcelona | 3 |            |            |  |  |       |       |
|  |                          | 7 Herbalife Gran Canaria | 0              |   |            |            |  |  |       |       |
|  | 3 FC Barcelona           | 7 Herbalife Gran Canaria | 0              | 2 |            |            |  |  |       |       |
|  | 3 FC Barcelona           |                          |                | 2 |            |            |  |  |       |       |
|  | 6 Uxue Bilbao Basket     | 1                        |                |   |            |            |  |  |       |       |
|  | 6 Uxue Bilbao Basket     | 1                        |                |   |            |            |  |  |       |       |

| Campió de la Lliga ACB 2012-13 |
| ------------------------------ |
| Real Madrid                    |